# Cowboyhoed

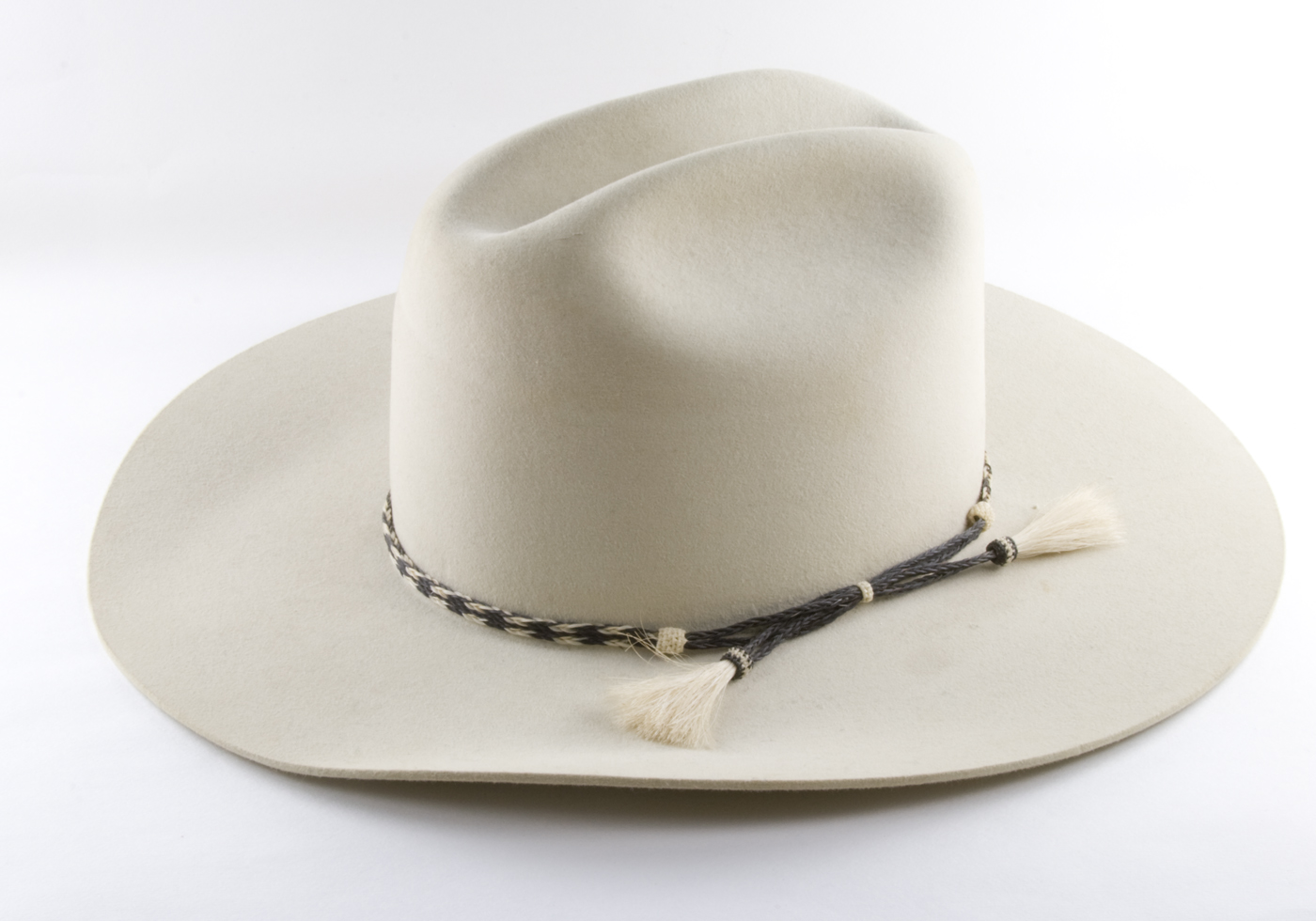
Een vilten cowboyhoed

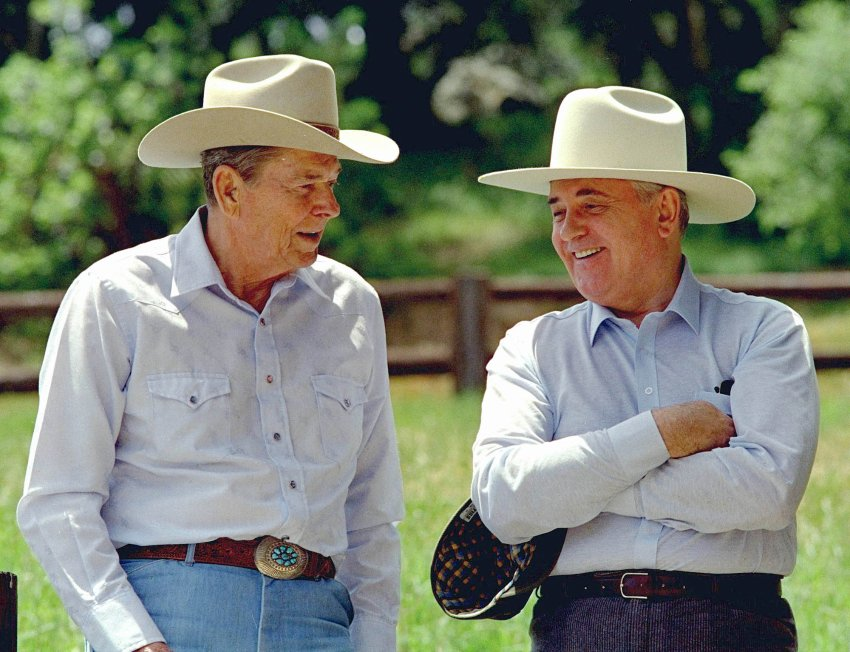
Ronald Reagan en Michail Gorbatsjov met cowboyhoeden tijdens een ontmoeting op de Rancho del Cielo in 1992

Een cowboyhoed is een hoed van een licht materiaal, zoals vilt, met een hoge kroon en een brede rand, ontworpen om de drager tegen de weersomstandigheden van het Amerikaanse Westen te beschermen. Het is een herkenbaar onderdeel van de typische klederdracht van de Noord-Amerikaanse cowboys uit de 19e eeuw. Ook nu nog dragen veel mensen, vooral in het westen en zuiden van de VS, het westen van Canada en het noorden van Mexico cowboyhoeden; vooral mensen die op een ranch werken of op een andere manier betrokken zijn bij het stereotiepe Wilde Westen, zoals countryzangers, rodeosterren of acteurs in westerns.
De cowboyhoed werd in de vroege jaren 60 van de 19e eeuw uitgevonden door John Batterson Stetson; het eerste model van Stetson was de "Boss of the Plains". Sindsdien zijn er honderden modellen ontworpen en hebben zij elkaar afgewisseld als de dominante cowboyhoed.